# Big Time
Big Time är ett livealbum av Tom Waits från 1988. Merparten av låtmaterialet är hämtat från albumen Swordfishtrombones, Rain Dogs och Franks Wild Years. Spåret "Falling Down" är en studioinspelad, tidigare outgiven, låt.

## Låtlista
1. "16 Shells From a Thirty-Ought-Six" - 4:10
2. "Red Shoes" - 4:06
3. "Underground" - 2:20
4. "Cold Cold Ground" - 3:18
5. "Straight to the Top" - 2:45
6. "Yesterday Is Here" - 2:57
7. "Way Down in the Hole" - 4:26
8. "Falling Down" - 4:12
9. "Strange Weather" - 3:20
10. "Big Black Mariah" - 2:41
11. "Rain Dogs" - 3:52
12. "Train Song" - 2:54
13. "Johnsburg, Illinois" - 1:32
14. "Ruby's Arms" - 4:44
15. "Telephone Call from Istanbul" - 4:15
16. "Clap Hands" - 4:43
17. "Gun Street Girl" - 4:00
18. "Time" - 4:00